# Победили вместе
Международный кинофестиваль «Победили вместе» — ежегодный фестиваль документальных фильмов и телепрограмм, который проходит в Севастополе. Фестиваль организован по инициативе героев Советского Союза, проживающих в Севастополе, в память об общем военном подвиге стран-участниц Второй мировой войны. Проводится с 2004 года. В июле 2021 года фестивалю присвоено имя Владимира Меньшова.

## Концепция фестиваля
Задача фестиваля — хранить память о подвиге народов СССР и стран антигитлеровской коалиции в годы войны, передать традиции служения Отечеству. Традиционно отбор материалов фокусируется на картинах военной и исторической тематики. Кроме того, художественным лейтмотивом мероприятия является тема победы, не только военно-исторической, но также частной и личной — психологической, спортивной, в экономической, культурной или хозяйственной сферах, на истории личных свершений и преодолений. Фестиваль мыслится как площадка для творческого диалога документалистов России и зарубежных стран.

## Организация фестиваля
Фестиваль проходит при поддержке Министерства культуры РФ и Правительства Москвы. Организаторами фестиваля выступают Евразийская Академия Телевидения и Радио, Правительство Севастополя, Ассамблея народов Евразии, Первый канал. Всемирная сеть — Телеканал «Победа».
В рамках фестиваля проходит три международных конкурса: телевизионный, документальный и конкурс киношкол. Кроме того, действует российский национальный конкурс.
Фестиваль также имеет широкую внеконкурсную программу. В 2019 году она была приурочена к перекрестным годам культурного сотрудничества с Грецией и Турцией. Помимо этого в рамках внеконкурсной программы проводятся показы игровых фильмов военной тематики. Также проводится открытый питчинг кино- и телепроектов, победители которого получают поддержку на производство и продвижение своих проектов.
В 2019 году на фестивале было представлено более 100 картин из 27 стран. Всего было подано более 500 заявок из 37 российских регионов и 34 стран мира.

## Дирекция
Директор фестиваля — Лина Богатырь.